# Pour un Québec lucide

Pour un Québec lucide est un manifeste signé par douze personnalités canadiens, dont l'ancien premier ministre Lucien Bouchard.  Publié le 19 octobre 2005, le texte se veut un « cri d'éveil » face aux problèmes qui guettent le Québec de demain, dont le déclin démographique et la concurrence asiatique, et dénonce l'omniprésence du statu quo.  Ses conclusions ont soulevé une controverse dans la population québécoise et une farouche opposition de la part des milieux altermondialistes, écologistes et, plus largement, de la gauche québécoise qui ont, en guise de réponse, publié le Manifeste pour un Québec solidaire.

## Points saillants
Le texte du manifeste s'ouvre sur cette phrase : « Alors que notre avenir est menacé par le déclin démographique et la concurrence mondiale, le Québec ne peut se permettre d'être la république du statu quo. »
Les auteurs soulignent quatre problèmes auxquels le Québec fait ou devra faire face :
- Le retard économique : d'après les auteurs, le Québec fait partie des 25 % les moins riches parmi les provinces et États d'Amérique du Nord, et son économie croît moins rapidement que celle des provinces et États voisins ;
- Le poids de la dette publique : le gouvernement du Québec consacre 16 % de ses dépenses au service de la dette, soit plus que toute autre province ;
- Le déclin démographique : toujours d'après les auteurs, le Québec s'apprête à vivre le déclin démographique le plus rapide de tous les pays industrialisés à l'exception du Japon.  Non seulement le vieillissement de la population aura un impact majeur sur l'économie, mais le Québec verra son poids démographique diminuer en Amérique du Nord : « […] dans 40 ans, les 7,8 millions de Québécois seront entourés par près de 1,2 milliard de personnes, parlant pour la plupart anglais et/ou espagnol. » ;
- La concurrence asiatique : « Ce ralentissement démographique se produit au pire moment qui soit, à une époque où les pays occidentaux sont appelés à faire face à une concurrence inédite venant des pays asiatiques, tout particulièrement les géants chinois et indien. […] Dans 10, 20 ans, que fabriquerons-nous, nous, Québécois, mieux que les Chinois et les Indiens ? »

Bien que n'offrant pas de solution miracle (« Nous n'avons pas de programme à vendre », se défendent les auteurs), le manifeste avance tout de même « quelques pistes qu'il faudrait explorer d'urgence » :
- L'allègement du fardeau de la dette publique ;
- Un investissement massif en éducation et en formation ;
- Le dégel des frais de scolarité ;
- La création d'un régime de remboursement des prêts étudiants proportionnel au revenu ;
- La mise en place de mesures pour inciter les Québécois à maîtriser plusieurs langues ;
- Une hausse des tarifs d'électricité d'Hydro-Québec, dont une partie pourrait être consacrée au remboursement de la dette publique ;
- Une réforme majeure du système de taxation, qui privilégie les taxes sur la consommation plutôt que celles sur le revenu ;
- La création d'un régime de revenu minimum garanti ;
- Une plus grande ouverture au secteur privé.

Certaines de ces mesures, en particulier l'ouverture de la porte au privé, sont susceptibles d'être mal reçues de la part de la société québécoise, préviennent les auteurs : « D'autres que nous ont fait des propositions de ce genre dans les dernières années.  On s'est empressé de les clouer au pilori, de monter contre eux des procès d'intention sans jamais prendre la peine d'étudier objectivement leurs idées. […] Pourquoi accuse-t-on les grandes firmes québécoises de tous les maux lorsqu'elles veulent investir chez nous, par exemple dans un partenariat public-privé, alors qu'on s'enorgueillit de leurs succès internationaux ?  Si un pays aussi social-démocrate que la France a recours au privé pour financer la construction de ses infrastructures, on voit mal selon quelle logique le Québec se priverait de faire de même. »
En fait, le manifeste dénonce le statu quo et la pensée unique, réfractaire aux changements : « […] la moindre évolution dans le fonctionnement de l'État, le moindre projet audacieux, le moindre appel à la responsabilité, la moindre modification dans nos confortables habitudes de vie sont accueillis par une levée de boucliers, une fin de non-recevoir, au mieux par l'indifférence. »  Les syndicats sont particulièrement pointés du doigt : « À l'heure actuelle, le discours social québécois est dominé par des groupes de pression de toutes sortes, dont les grands syndicats, qui ont monopolisé le label « progressiste » pour mieux s'opposer aux changements qu'impose la nouvelle donne. »
Les auteurs se défendent bien de vouloir s'en prendre au modèle québécois : « […] il n'est pas du tout nécessaire de jeter notre modèle de société à la poubelle pour faire face à ces défis.  Seulement, le monde a changé et il nous faut nous adapter aux nouvelles réalités. »
Finalement, ils soulignent que ni l'abolition du « déséquilibre fiscal » ni la souveraineté du Québec ne constituent une panacée : « […] quel que soit le choix des Québécois, les défis qui confrontent le Québec resteront entiers. »

## Les Québécois: lucides ou solidaires?
Au début de l'année 2007 fut mené par CROP et le Cercle Canadien (Canadian Club) un sondage visant à déterminer si les Québécois étaient plus lucides ou solidaires.  Voici les principaux éléments qui en sont ressortis :
1. Une majorité estime « que le Québec se doit d'être le plus généreux possible dans ses programmes sociaux » ;
2. La moitié des répondants (49 %) « considère que la société se porterait mieux si les gouvernements jouaient un rôle plus important ».  Il s'agit du plus fort taux au Canada ;
3. 57 % croit que « l'État a aussi un rôle prépondérant à jouer pour faciliter « l'accès aux services », pour « la répartition de la richesse et pour l'encadrement de l'économie » » ;
4. 83 % s'oppose à la hausse des frais d'électricité ;
5. Seulement le tiers est en faveur d'un dégel des frais de scolarité universitaires ;
6. les jeunes (15 à 24 ans) sont encore plus solidaires que les générations plus âgées.

Les résultats de ce sondage ont visiblement déçu le président de la maison de sondage CROP, Alain Giguère, mais ont plutôt réjoui Françoise David, porte-parole femme de Québec solidaire et cosignataire du Manifeste pour un Québec solidaire.

## Signataires
- Lucien Bouchard : ancien premier ministre du Québec
- Joseph Facal : ancien ministre péquiste et ancien président du Conseil du trésor
- Pierre Fortin :  professeur de sciences économiques à l'Université du Québec à Montréal
- Robert Lacroix : ancien recteur de l'Université de Montréal
- Sylvie Lalande : administratrice de sociétés
- Claude Montmarquette : professeur de sciences économiques à l'Université de Montréal
- André Pratte : éditorialiste en chef de La Presse
- Denise Robert : productrice
- Jean-Claude Robert : professeur d'histoire à l'UQAM
- Guy Saint-Pierre : ancien ministre libéral et ancien président de SNC-Lavalin
- Marie Saint-Pierre : designer
- Denise Verreault : présidente du Groupe maritime Verreault